# Thomas ten Brinke
Thomas ten Brinke, född den 23 februari 2005 i Zeddam, är en holländsk före detta racerförare som år 2021 tävlade i Formula Regional European Championship med ART Grand Prix. Han har tidigare tävlat i det Spanska F4-mästerskapet med MP Motorsport.

## Karriär

### Karting
Thomas ten Brinke inspirerades av sin fars satsningar inom rally och racing och började karta tävlingsmässigt 2018. Han blev mästare i 2018 års tyska juniorkartmästerskap, slutade tvåa i både WSK Euro Series och det italienska mästerskapet 2019 och vann även 2019 FIA Karting Världsmästerskap i OKJ-klassen (OK-Junior), samtidigt som han slutade trea i FIA Karting European Championship - OKJ respektive 2019 WSK Champions Cup - OK Junior.

### Lägre formler
År 2020 gjorde ten Brinke ensitsig debut i Spanska F4-mästerskapet med MP Motorsport. Trots att han inte tävlade i de första sex loppen slutade ten Brinke 3:a efter säsongen. Han avslutade året med en pole position, en vinst och totalt nio pallplatser. Ten Brinke avslutade sin kampanj på 187 poäng.

### Formula Regional European Championship
Den 20 januari 2021 tillkännagavs Ten Brinke som ART Grand Prix-förare för det kommande Formula Regional European Championship. Han var tvungen att dra sig ur den första helgen på Imola efter han testats positivt för Covid-19. Efter sitt hemmalopp på Zandvoort fattade han beslutet att dra sig tillbaka från tävlingen med omedelbar verkan. Han motiverade sitt beslut med att han hade svårt att klara av pressen att prestera, och att han inte längre upplevde glädje och lust i tävlandet.